# Stanisławczyk (obwód mikołajowski)
Stanisławczyk (ukr. Станіславчик) – wieś na Ukrainie, w obwodzie mikołajowskim, w rejonie perwomajskim, w hromadzie Syniuchyn Brid. W 2001 liczyła 632 mieszkańców.